# 130. østlige længdekreds
Den 130. østlige længdekreds (eller 130 grader østlig længde) er en længdekreds, der ligger 130 grader øst for nulmeridianen. Den løber gennem Ishavet, Asien, Stillehavet, Australasien, det Indiske Ocean, det Sydlige Ishav og Antarktis.